# Васюково (городской округ Солнечногорск)
Васюково — деревня в Московской области России. Входит в городской округ Солнечногорск. Население — 0 чел. (2010).

## География
Деревня Васюково расположена на севере Московской области, в центральной части округа, примерно в 8 км к югу от города Солнечногорска, в 37 км к северо-западу от Московской кольцевой автодороги. К деревне приписано 4 садоводческих товарищества. Ближайшие населённые пункты — деревни Алексеевское, Михайловка, Малые Снопы и Ростовцево.

## История
В «Списке населённых мест» 1862 года Васюково — казённая деревня 2-го стана Звенигородского уезда Московской губернии по правую сторону тракта из Воскресенска в Клин, в 37 верстах от уездного города, при колодце, с 6 дворами и 37 жителями (18 мужчин, 19 женщин).
По данным на 1890 год — село Пятницкой волости Звенигородского уезда с 66 душами населения.
В 1913 году — 8 дворов.
По материалам Всесоюзной переписи населения 1926 года — деревня Новлянского сельсовета Пятницкой волости Воскресенского уезда Московской губернии, проживало 65 жителей (31 мужчина, 34 женщины), насчитывалось 14 крестьянских хозяйств.
С 1929 года — населённый пункт в составе Солнечногорского района Московского округа Московской области. Постановлением ЦИК и СНК от 23 июля 1930 года округа как административно-территориальные единицы были ликвидированы.
1974—1987 гг. — деревня Обуховского сельсовета Солнечногорского района.
1987—1994 гг. — деревня Соколовского сельсовета Солнечногорского района.
В 1994 году Московской областной думой было утверждено положение о местном самоуправлении в Московской области, сельские советы как административно-территориальные единицы были преобразованы в сельские округа.
С 1994 до 2006 гг. деревня входила в Соколовский сельский округ Солнечногорского района..
С 2005 до 2019 гг. деревня включалась в Соколовское сельское поселение Солнечногорского муниципального района.
С 2019 года деревня входит в городской округ Солнечногорск, в рамках администрации которого деревня относится к территориальному управлению Соколовское.

## Население
| 1852 | 1859 | 1890 | 1899 | 1926 | 1966 | 1998 |
| ---- | ---- | ---- | ---- | ---- | ---- | ---- |
| 43   | ↘37  | ↗66  | ↘61  | ↗65  | ↘31  | ↘6   |
| 2002 | 2010 |      |      |      |      |      |
| ↗8   | ↘0   |      |      |      |      |      |